# Berenika (pristanišče)
Berenika ali  Berenika Trogloditika (grško starogrško Βερενίκη, Bereníke) je bilo staroegipčansko pristanišče na zahodni obali Rdečega morja. Bilo je približno 825 km južno od Sueza in 260 km vzhodno od Asuana v Gornjem Egiptu.
Ustanovil ga je Ptolemaj II. Filadelf leta 275 pr. n. št. Imenoval ga je po svoji materi Bereniki I. Egipčanski. Pridevek Trogloditika se nenaša na domorodne prebivalce Troglodytai, v prevodu prebivalci jam. 
Pristanišče je na koncu zaliva, ki ga Strabon imenuje Sinus Immundus. Zaliv na severni strani ščiti polotok Ras Banas (Lepte Extrema). Vzporedno z morsko obalo poteka niz gora, ki ločuje Rdeče morje od doline Nila. V bližini Berenike sta rudnika smaragdov Zabara in Saket, na bližnjem otoku Ofiodes (Ὀφιώδης νήσος, Strabon) pa bogata nahajališča topaza.

## Zgodovina
Berenika je bilo v antiki znano in cvetoče pristanišče. Omenili so ga večina staroveških geografov, vključno s Strabonom, Plinijem starejšim in Štefanom Bizantincem. Za njegovo blaginjo po 3. stoletju pr. n. št. so bili najbolj zaslužni naklonjeni mu makedonski kralji Egipta, varno pristanišče in njegov položaj končne postaje pomembne poti iz  Koptosa (Qift) ob Nilu. Berenika in Mios Hormos sta bili glavni izhodišči za trgovanje med Etiopijo in Egiptom na afriški strani ter Sirijo in Tamilakamom (južna Indija in Šrilanka) na azijski. Cesta med Koptosom in Bereniko je bila dolga 258 rimskih milj ali enajst dni potovanja. Ob cesti so bila počivališča vodne postaje (grško hydreumata). 
Od 1. stoletja pr. n. št. do 2. stoletja n. št. je bilo Berenika eno od središč pomorske trgovine med Indijo, Arabijo in Gornjim Egiptom. Leta 137 je bilo z Via Hadriana povezano z Antinopolisom ob Nilu. V 4. stoletju je spet postalo aktivno pristanišče, v 6. stoletju pa je bilo opuščeno. V rimskem obdobju je bilo samostojno okrožje s svojskim prefektom, ki se je naslavljal s Praefectus Berenicidis ali Praefectus montis Berenicidis.

## Raziskave
leta 1818 je njegove ruševine prepoznal italijanski raziskovalec in arheolog Giovanni Battista Belzoni in potrdil domnevo francoskega geografa in kartografa D'Anvillea, da gre za Bereniko. Po odkritju je najdišče raziskovalo več arheologov.
Pristanišče je skoraj v celoti zasul pesek, zato je vhod vanj mogoč samo z majhnimi plovili. Med najpomembnejše najdbe spadajo ruševine templja, ostanki kipov in napisov, na katerih je omenjen cesar Tiberij, podobe številnih božanstev, vključno z boginjo (?) Alabarh ali Arabarh, in ime načelnika judovske magistrature v Aleksandriji pod ptolemajsko in rimsko oblastjo. Tempelj iz peščenjaka in mehkega apnenca je zgrajen v egipčanskem slogu. Dolg je 31 m in širok 13 m. Na delu zidov so dodelani plitvi reliefi v grškem slogu.  Belzoni je omenil, da je mesto od severa proti jugu merilo 490 m, od vzhoda do zahoda pa 600 m. Ocenil je, da je imelo okoli 10.000 prebivalcev.

### Sodobne raziskave
Od leta 1994 do 2001 so  Bereniko raziskovali arheologi Univerze Delaware pod vodstvom profesorja Stevena E. Sidebothama. Od leta 2007/2008 jo raziskujejo arheologi Univerze v Varšavi.
Med pomembna odkritja spadajo dokazi, da je mesto Berenika trgovalo z Malabarjem (jugozahodna obala Indije), in prisotnost Tamilcev iz južne Indije in Jaffne na tej najbolj vzhodni točki Rimskega cesarstva.
Leta 2009 so v kontekstu 1. stoletja n. št. našli prva dva kosa smole sirske jelke (Abies cilicica), ki sta tehtala 190 g in 339 g. Našli so tudi druge proizvode iz Sirije in Male Azije, med njimi smolo in njene derivate, ki so se uporabljali za mumificiranje, antiseptike, diuretike in sredstva za odpravljanje gub in glist in pospeševanje rasti las.
Leta  2019 so objavili odkritje 2300 let stare trdnjave z debelimi zidovi na zahodni strani. Služila je kot središče za prevoz bojnih slonov iz vzhodne Afrike.